# Rita Bentley
Rita Bentley, née le 16 juillet 1931 et morte le 26 octobre 2016 à Hungerford, est une joueuse de tennis britannique.

## Carrière
Dans les compétitions simple dames du grand chelem, Rita Bentley s'arrête en seizièmes de finales de 
Roland Garros en 1963 et Wimbledon en 1971, et atteint les quarts en Australie en 1963 et à l'US Open en 1967.
Elle est l'épouse de David Lauder.